# فین جونز
فین جونز (انگلیسی: Finn Jones؛ زاده ۲۴ مارس ۱۹۸۸) یک هنرپیشه اهل انگلستان است. وی از سال ۲۰۰۸ میلادی تاکنون مشغول فعالیت بوده‌است. او در مجموعه تلویزیونی بازی تاج‌وتخت در نقش لوراس تایریل، و همچنین ایفای نقش شخصیت دنی رند / مشت آهنی در مجموعه‌های تلویزیونی نت‌فلیکس مشت آهنین و مدافعان شناخته شده است.